# Tritomaria polita

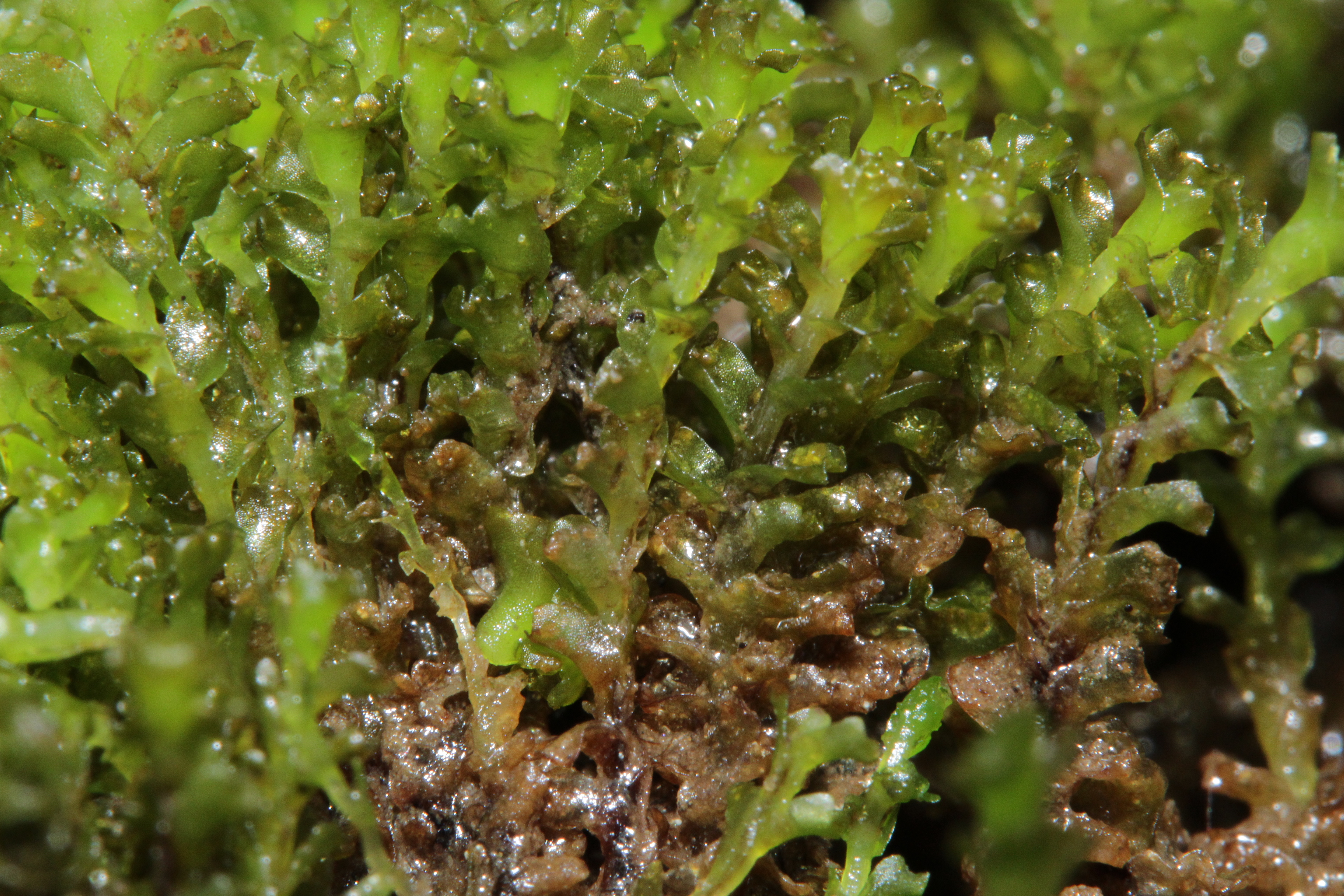
Nahansicht

Tritomaria polita (deutsch Glänzendes Ungleichlappenmoos oder Echtes Glanzlappenmoos) ist eine Lebermoos-Art aus der Familie Lophoziaceae und gehört zur Gruppe der beblätterten Lebermoose.
Nach neueren Veröffentlichungen aus den Jahren 2016 und 2017 heißt die Art nunmehr Saccobasis polita (Nees) H.Buch. Die Gattung Saccobasis H.Buch ist der Familie Scapaniaceae zugeordnet.

## Merkmale
Die aufrechten Pflanzen sind 1 bis 3 Zentimeter lang, bis 3 Millimeter breit und bilden dunkel- bis schwarzgrüne oder rötlichbraune, glänzende, dichte Rasen. Die Stämmchenunterseite ist mit Rhizoiden besetzt. Die Blätter sind am Stämmchen quer und bogig angewachsen, am Blattgrund konvex, symmetrisch, mehr oder weniger quadratisch und oben in drei kurze, breit eiförmige, stumpfe Lappen geteilt; manchmal sind die Lappen nur undeutlich ausgebildet. Die Blattzellen sind etwa 25 bis 45 Mikrometer groß und weisen knotig verdickte Zellecken auf. Pro Blattzelle sind etwa 2 bis 6 Ölkörper vorhanden. Unterblätter fehlen.
Die Geschlechterverteilung ist diözisch. Sporogone werden gelegentlich gebildet. Brutkörper sind selten.

## Standortansprüche
Die Art wächst in basenreichen, silikatischen Quellfluren, auf basenreichen Schneeböden, in Niedermooren oder in nordseitigen Karbonat- oder Silikatfelsfluren. Die Wuchsorte sind feucht bis nass, subneutral bis sauer, halbschattig oder lichtreich.

## Verbreitung
Das Moos ist arktisch-alpin verbreitet. Vorkommen befinden sich in Europa in den Alpen, in Schottland und in den Gebirgen Skandinaviens, weiters in den Karpaten, in Nordwest-Russland, im subarktisches Nordamerika und in der Arktis.
In den kalkreichen Teilen der Zentralalpen ist die Art zerstreut bis verbreitet, in den Nordalpen zerstreut, in den übrigen alpinen Gebieten selten. Die Höhenverbreitung reicht von zirka 1300 Meter bis über 3000 Meter Höhe.